# Фортификацијска архитектура
Фортификацијска архитектура је вештина пројектовања и грађења утврђења при утврђивању земљишта. Постоји фортитификацијска архитектура сталних утврђења (велике отпорности, од камена, опека, бетона и челика), грађених најчешће у миру и пољских утврђења (привремених, мање отпорности, претежно од земље и дрва) грађених непосредно пред борбу или у току борбе.
На типологију фортификационе архитектуре утиче пре свега развој нападних средстава (хладног, ватреног и нуклеарног оружја), положаја утврђења (планински или равничарски предео) и развој грађевинарства.
У епохи хладног оружја развој ове архитектуре условљавала је употреба бацачких справа (балиста, катапулт, петроболи и др.) и опсадне технике (ударни ован, корњача, опсадна кула и др), у епохи ватреног оружја артиљерија и ваздухопловство, а у новије време нуклеарно, биолошко и хемијско оружје.